# تات‌لی‌کویو (جیحان)
تات‌لی‌کویو (به ترکی استانبولی: Tatlıkuyu) یک منطقهٔ مسکونی در ترکیه است که در جیحان واقع شده‌است.